# Parc national des Blue Mountains
Pour les articles homonymes, voir Blue Mountains.
Le  parc national des Blue Mountains (en anglais : Blue Mountains National Park) est un parc national australien situé en Nouvelle-Galles du Sud, à 81 km à l'ouest de Sydney, dans la région des montagnes Bleues de la cordillère australienne. Établi en 1959, il accueille annuellement près de 570 000 visiteurs.

## Description

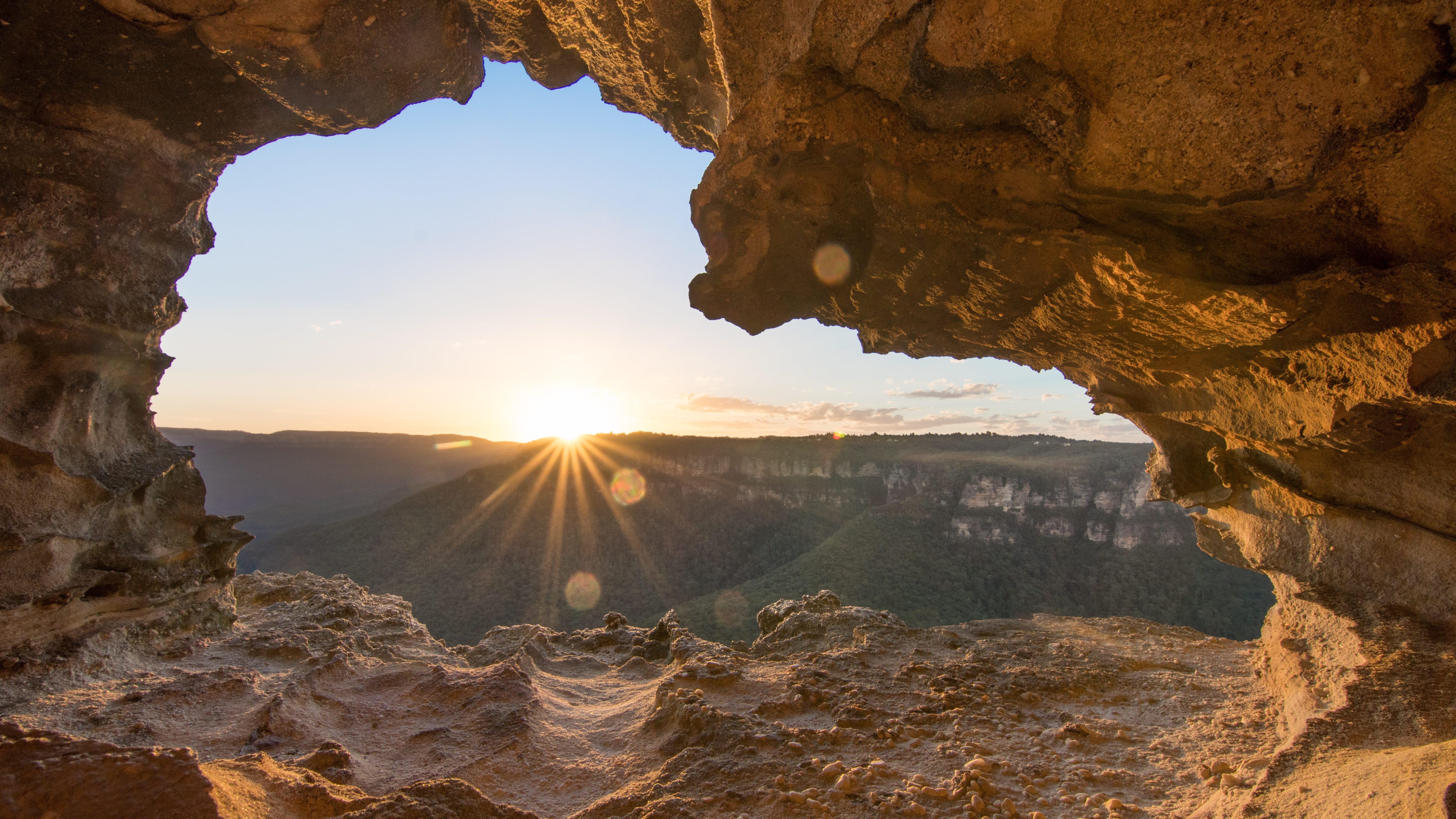
Paysage dans le parc national des Blue Mountains. Avril 2019.

Le parc couvre plus de 2 680 km2 mais la frontière du parc est assez irrégulière car elle est interrompue par des routes, des zones urbaines et des propriétés privées. 
En dépit de la dénomination « montagne », le parc est en fait un plateau, parcouru par un certain nombre de grandes rivières qui y ont creusé de profondes vallées. Le point culminant du parc est le mont Werong (1 215 m), tandis que le point le plus bas se trouve sur la rivière Nepean (20 m) à sa sortie du parc. Les montagnes ont reçu leur nom en raison de la teinte bleue qu'elles ont en été, du fait de l'abondante brume d'huile dégagée par les eucalyptus. 
Le parc fait partie du site du patrimoine mondial de la région des montagnes Bleues, reconnu en 2000.

## Galerie panoramique

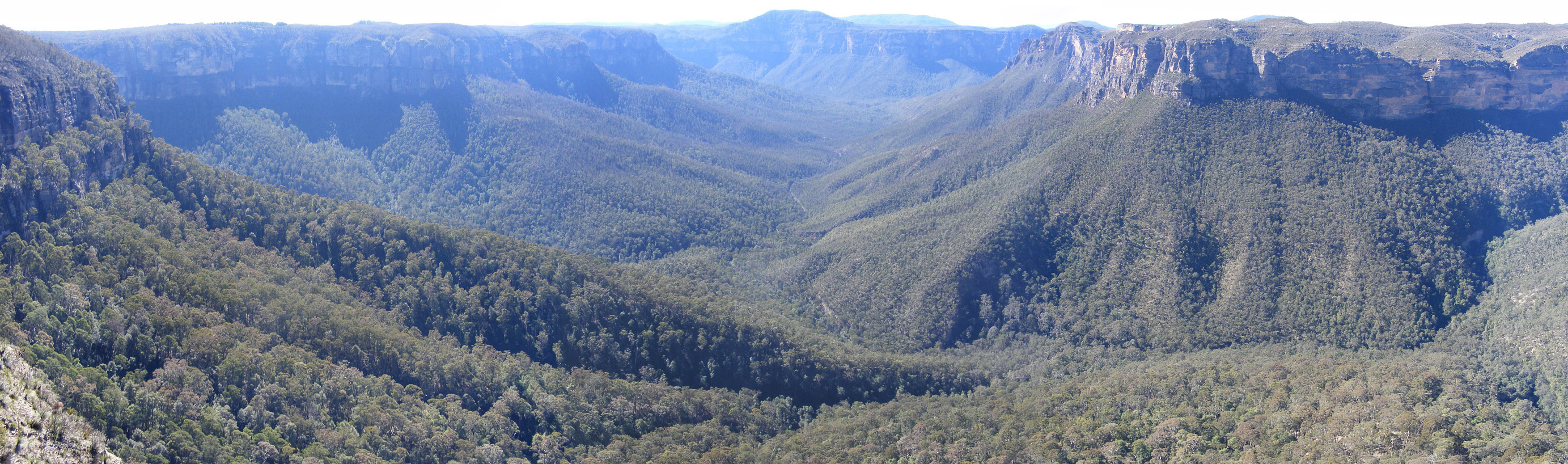
Vue du parc.

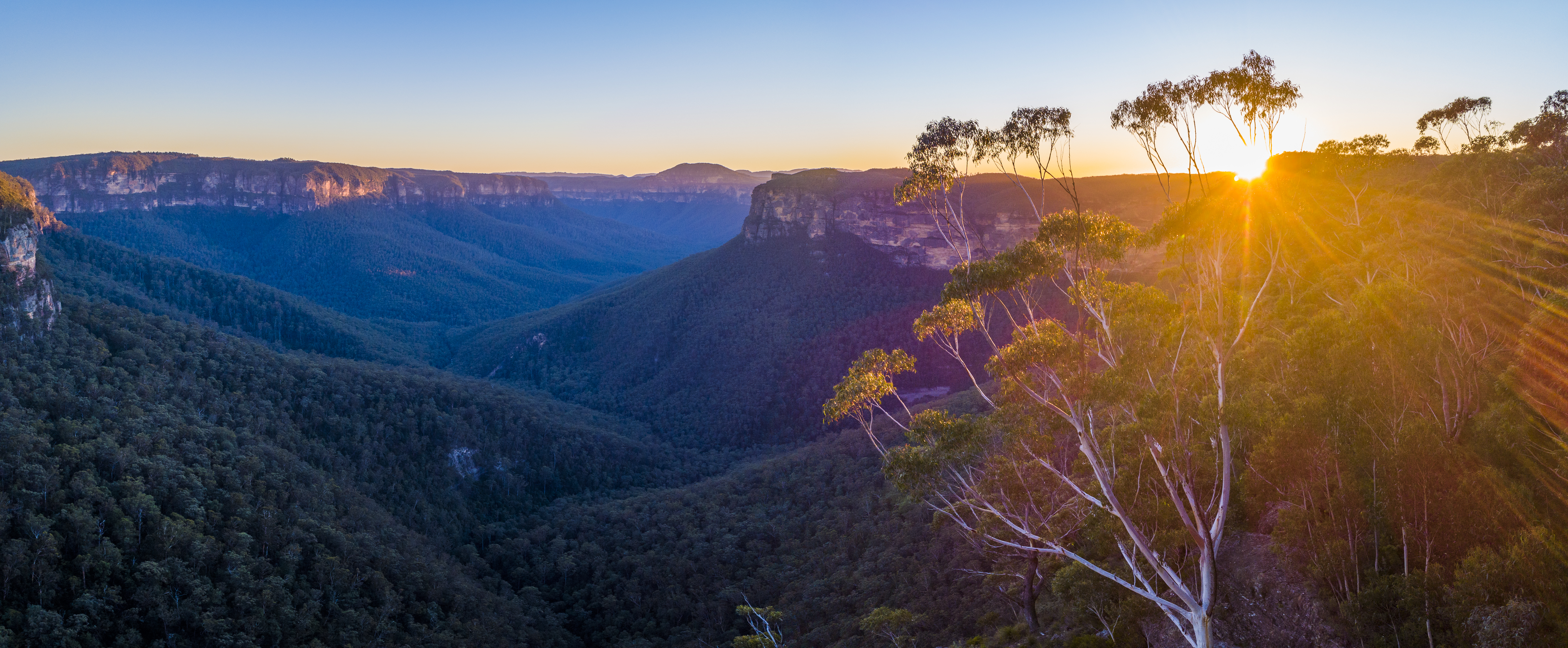
Vue du parc.

## Dans la culture
- Wakefield (série télévisée)